# Água de Pena (Santa Cruz)
Água de Pena é uma localidade do Município de Santa Cruz, Ilha da Madeira, que foi sede da extinta Freguesia de Água de Pena, freguesia que devido ao reduzido número de habitantes foi extinta a 13 de Abril de 1989 e integrada na Freguesia de Santa Cruz. Tinha, segundo o censo de 1981, 237 habitantes e 1,04 km².
Até 1862 formou, em conjunto com a de Água de Pena, no concelho de Machico, uma só freguesia.

## População
| População da freguesia de Água de Pena | População da freguesia de Água de Pena | População da freguesia de Água de Pena | População da freguesia de Água de Pena | População da freguesia de Água de Pena | População da freguesia de Água de Pena | População da freguesia de Água de Pena | População da freguesia de Água de Pena | População da freguesia de Água de Pena | População da freguesia de Água de Pena | População da freguesia de Água de Pena | População da freguesia de Água de Pena | População da freguesia de Água de Pena | População da freguesia de Água de Pena | População da freguesia de Água de Pena |
| -------------------------------------- | -------------------------------------- | -------------------------------------- | -------------------------------------- | -------------------------------------- | -------------------------------------- | -------------------------------------- | -------------------------------------- | -------------------------------------- | -------------------------------------- | -------------------------------------- | -------------------------------------- | -------------------------------------- | -------------------------------------- | -------------------------------------- |
| 1864                                   | 1878                                   | 1890                                   | 1900                                   | 1911                                   | 1920                                   | 1930                                   | 1940                                   | 1950                                   | 1960                                   | 1970                                   | 1981                                   | 1991                                   | 2001                                   | 2011                                   |
| 161                                    | 176                                    | 792                                    |                                        | 348                                    | 345                                    | 356                                    | 425                                    | 459                                    | 439                                    | 310                                    | 237                                    |                                        |                                        |                                        |

No ano de 1900 estava anexada à freguesia de Santa Cruz.